# Jamie-Lee Six
Jamie-Lee Six (Menen, 10 juni 1998) is een Vlaamse actrice, presentatrice en influencer. Ze is sinds 2016 insider van jongerenplatform TAGMAG. 

## Carrière
In 2010 speelde de twaalfjarige Jamie-Lee Six haar eerste rol als Cleo De Wachter in de televisieserie Ella.
Six raakte bekend met haar rol als Amber in de Ketnet-reeks D5R (voluit De Vijver). Zonder ooit een toneelopleiding gevolgd te hebben, kreeg Six op zestienjarige leeftijd tijdens een auditie met 300 jongeren de hoofdrol als Amber in de Ketnetserie. In 2014 werd Six voor haar rol in D5R genomineerd als vrouwelijke televisiester van het jaar tijdens Het gala van de gouden K's 2014. Tijdens dat gala won D5R de Ketnet-reeks van het jaar. Ze speelt Amber sinds 2014. Ook speelt ze mee in de film.
In februari 2020 is ze te zien in de komedie Harrie let op de kleintjes van Jon van Eerd. De productie is in handen van Het Farcetheater. Ze maakt hiermee haar debuut in het theater.
Op YouTube houdt ze vlogs bij over haar dagelijks leven. Ze begon als dj in maart 2021. In 2022 nam ze deel aan De Verraders op VTM waar ze een Verrader was.

### TAGMAG
Sinds 2016 is Jamie-Lee insider en reporter bij de entertainment nieuwssite TAGMAG. Ze maakt er grappige filmpjes en interviewt er bekende sterren. In 2018 nam ze de rol op van schermgezicht van TAGMAG, waarmee ze de webseries een boost gaf. Als insider is ze onder andere te zien in originele webseries als: Challenge Accepted, The Express en Jamie's Job Hunt. In de laatste webserie gaat ze elke aflevering met een bekende Vlaming een nieuwe job aan.

## Televisie
- Ella (2010) - als Clio De Wachter (jonge Clio)
- D5R (2014-2022) - Amber Vossaert
- Echte Verhalen: De Buurtpolitie VIPS (2022) - als zichzelf
- De Verraders (2022) - als Verrader met Walter Damen en Loïc Van Impe
- Het Jachtseizoen (2022) - als zichzelf
- Code van Coppens (2022) - als zichzelf samen met Nicolas Caeyers
- The Big Bang (2023) - als zichzelf samen met Nicolas Caeyers
- 3FF (2023-heden) - Amber Vossaert

## Filmografie
- D5R: de film (2017) - als Amber Vossaert
- FOMO (2022) - Pauline
- D5R: De Laatste Zomer Samen (2023) - als Amber Vossaert

## Theater
- Harrie let op de kleintjes (2020)

## Trivia
- Gevraagd over haar beroep vertelde Six in De Standaard: "Velen noemen mij een influencer, maar ik wil mezelf geen influencer noemen."[8]